# 杉本有美
杉本 有美（1989年4月1日—），出身自日本大阪府，日本模特兒及演員，目前隸屬於タンバリンアーティスツ （页面存档备份，存于）（Tambourine Artist）公司。

## 經歷
杉本有美在小學生時代參選及入圍日本著名少女漫畫雜誌《Ribon》的讀者模特兒大賽。
2002年，杉本有美成為了日本時裝雜誌《Pichi Lemon （页面存档备份，存于）》（學習研究社）的得獎模特兒，同年5月開始至2004年5月期間擔任該雜誌的模特兒。自此後，杉本有美名氣開始為人所知，不久又擔任了另外三本雜誌的專屬模特兒，當中包括在亞洲頗具名氣的《JJ （页面存档备份，存于）》雜誌。杉本外表的最大特色是其達168公分的高挑身形，與及其笑靨中顯露的迷人酒窩。
2006年，杉本有美成為了三愛水著樂園 （页面存档备份，存于）的形象女孩，開始參與水著女優的各種活動。在日本雜誌《花花公子》上更受到熱烈的吹捧。2007年7月，杉本有美參與連續劇演出，走上演員之路。2008年，杉本有美更嘗試舞台劇演出。同年6月，杉本有美演出了特攝劇《炎神戰隊轟音者》，飾演轟音銀-須塔美羽，該角色同時是超級戰隊系列史中，第一位以女性身份擔任戰隊追加成員，亦是第二位擔任銀色戰士的女性。

## 演出紀錄

### 電視劇
- BOYSエステ（2007年7月－9月，東京電視台）- 飾演 小岩井靜香
- Coin-Locker物語 第2話（2008年3月1日，朝日電視台）- 飾演 淺見稀和
- 炎神戰隊轟音者（2008年，朝日電視台）- 飾演 須塔美羽 / 轟音銀
- 天才テレビくんMAXコーナードラマ『ミラクルシャッター』第6話（2009年5月18日、NHK教育） - サキ 役
- カイドク〜都市伝説の暗号ミステリー〜（2009年6月30日、関西テレビ/フジテレビ） - サヤ 役
- ブザー・ビート〜崖っぷちのヒーロー〜（2009年7月 - 9月、フジテレビ） - 秋田沙織 役
- しぇいけんBABY! -Shakespeare Syndrome-（2010年1月3日、フジテレビ） - 荒居薫子 役
- ゲゲゲの女房（2010年8月10日・17日、9月2日、9月23日放送分、NHK）- 松川冴子 役
- 青山ワンセグ開発『地味女道』（2010年11月6日・13日・20日放送、NHKワンセグ2）[36]
- 月曜ゴールデン「刑事シュート3　しゅうと&ムコの事件日誌」（2011年7月25日放送、TBSテレビ）- 唐沢明日香 役
- ドン★キホーテ 第4話（2011年7月30日放送、日本テレビ）
- 江～公主們的戰國～ 第39回「運命の対面」（2011年10月9日、NHK）
- 海賊戰隊豪快者（2012年2月，日本電視台）第51話 - 飾演 須塔美羽 / 轟音銀

### 音樂特輯
- 千原麻末「16～sixteen～」（2004年6月）

### 舞台演出
音樂劇
- 中野ブロンディーズ（2008年3月12日－20日，假SPACE ZERO全勞濟Hall演出）- 飾演 瑞希

### 電影
- 炎神戰隊轟音者 BUNBUN!BANBAN!劇場BANG!!（2008年8月9日）- 飾演 須塔美羽 / 轟音銀
- 炎神戰隊轟音者 VS 激氣連者（2009年，東映）- 飾演 須塔美羽 / 轟音銀
- 侍戰隊真劍者VS轟音者 銀幕BANG!!（2010年，東映）- 飾演 須塔美羽 / 轟音銀

### 電視動畫
- 空中鞦韆（2009年10月－2009年12月，富士電視台）- 飾演（聲音、全身寫實合成） 杉本有美

### 其它
- 2006年擔任三愛水著形象女孩（2005年11月－2006年10月）

## 出版作品

### DVD
- 杉本有美 -FLOWERING-（2006年5月，ターンテーブル）
- 杉本有美 -Morning Star-（2007年1月，リバプール）
- 炎神戰隊轟音者VS激氣連者（2009年，東映）- 飾演 須塔美羽 / 轟音銀

## 書籍

### 寫真集
- 杉本有美1st寫真集（附送DVD）（2008年6月13日發售，集英社）攝影者：中山雅文
- 杉本有美寫真集：STARTING OVER（附DVD）（2010年3月12日發售）
- 杉本有美寫真集：DECADE(附DVD)（2011年10月3日發售）

## 外部連結
- 杉本有美模特兒事務所網頁 （页面存档备份，存于）
- 杉本有美官方部落格 （页面存档备份，存于） - 由2008年1月11日啟用
- 杉本有美官方部落格 （页面存档备份，存于） - 由2007年7月12日至2008年1月28日
- 杉本有美個人檔案：@nifty Gravure （页面存档备份，存于）

| 前任： 出合正幸 （轟轟戰隊冒險者） | 日本超級戰隊系列銀色戰士演員 炎神戰隊轟音者 2008年2月17日-2009年2月8日 | 繼任： 小西克幸(聲演) （天裝戰隊護星者） |